# Troløs (film fra 2000)
Troløs er en svensk dramafilm fra 2000 skrevet af Ingmar Bergman og instrueret af Liv Ullmann. Filmen har blandt andre Lena Endre, Erland Josephson og Krister Henriksson i hovedrollerne.
Filmen fik premiere i Sverige den 15. september 2000 og udkom i Danmark året efter den 12. januar 2001.

## Handling
En kvindes affære med en ven af familien ender med at ødelægge hendes ægteskab. Dette starter et voldsomt opgør mellem hende og hendes mand, hvor datteren bliver brugt som en brik i forældrenes konflikt.

## Medvirkende (i udvalg)
- Lena Endre som Marianne
- Erland Josephson som Bergman
- Krister Henriksson som David
- Thomas Hanzon som Markus
- Juni Dahr som Margareta
- Philip Zandén som Martin Goldman
- Marie Richardson som Anna Berg
- Stina Ekblad som Eva
- Johan Rabaeus som Johan
- Jan-Olof Strandberg som Axel
- Björn Granath som Gustav